# نئونود
نئونود (انگلیسی: Neonode) شرکت تجهیزات مخابراتی سوئدی است، که در سال ۲۰۰۱ تأسیس شد.